# 2016年澳洲大獎賽
2016年澳洲大獎賽（英語：2016 Australian Grand Prix），官方名稱為2016年一級方程式賽車勞力士澳洲大獎賽（英語：2016 Formula 1 Rolex Australian Grand Prix），是2016年3月20日舉辦於墨爾本的一場一級方程式賽車賽事。比賽在墨爾本大獎賽賽道進行，總計58圈。這是2016年世界一級方程式錦標賽的首場分站賽事，同時也是自併入世界錦標賽後（追溯至1928年的100英里路賽事）的第80屆澳洲大獎賽，以及該賽事第21次舉辦於墨爾本大獎賽賽道。
漢米爾頓在廣受批評的新淘汰制排位賽取得本賽季的首座桿位，同時這也是他職業生涯中的第50座。最終，他的隊友尼可·羅斯堡贏得分站冠軍，漢米爾頓及法拉利車隊的賽巴斯蒂安·維泰爾分別取得亞軍及季軍。這場比賽因受到費爾南多·阿隆索與伊斯班·古鐵雷斯在第18圈發生的事故而中斷。梅賽德斯利用這個機會換胎，使得他們的車手能夠超越最初領跑的維泰爾，以一、二名完賽。羅曼·格羅斯讓以第六名完賽，為初登場的哈斯車隊取得積分，這是自2002年的豐田車隊後，首度有全新車隊在開幕站取得積分。梅賽德斯連續五站以一、二名完賽，追平了最長連續冠亞軍完賽的紀錄。

## 賽事簡報

### 背景
這場比賽將會採用全新的排位賽系統。原先，車手僅會在各個排位賽階段終止後被淘汰。此次採用的排位賽機制將在三階段排位賽中，每一階段經過一定時間後，便開始以每90秒的間隔淘汰場上最慢的車手。
隨著規則的改變，輪胎供應商倍耐力現今在每場大獎賽提供三種輪胎配方，而非原先的兩種。澳洲大獎賽有超軟、軟及中性胎三種選擇。倍耐力將提供每位車手兩套胎（必須用上其中一套）供正賽使用，以及一套供第三階段排位賽使用，而剩餘的十套則可由車手在三種配方間自由搭配。值得注意的是。梅賽德斯車手路易斯·漢米爾頓及尼可·羅斯堡做出不同的選擇，羅斯堡額外選了一套中性胎，而非軟胎。兩位馬諾車手做出最保守的決定，在中性與軟胎配方間皆取四套。
這場比賽是哈斯車隊及其車輛哈斯VF-16的一級方程式賽車處女秀；雷諾車隊也在四年缺席之後，再度以廠隊之姿重返賽場。

### 自由練習賽
根據2016年賽季的規則，將舉行三階段自由練習賽，週五有兩場長一個半小時，而剩餘的一場一小時練習賽則位在週六排位賽之前。第一階段練習賽前下過一場雨，使得賽道路面相當濕滑，車手們剛開始選擇換上半雨胎出場。尼可·羅斯堡率先以1:44.037做出單圈時間，很快地便被他的隊友路易斯·漢米爾頓以1:40.812的成績改寫。隨著賽道狀況漸漸改善，奇米·雷克南在練習賽開場約半小時後刷新最快圈速。賽道在不久之後轉乾，足以讓車手們換上光頭胎上場，丹尼爾·里卡多首先以中性胎寫下1:34.007的成績。練習賽經過一小時後，漢米爾頓便以1:29.725拿下此階段的最佳圈時。然而，仍有幾處濕滑路段造成一些車手發生失誤，包括了在6號彎打滑使輪胎出現泡膠化的馬克斯·維斯塔潘，以及衝進碎石區的維爾特利·鮑達斯與里奧·哈里恩多。此階段練習賽將結束前，雷克南於13號彎遇上另一場傾盆大雨，同樣也使里卡多的紅牛RB12陷進12號彎的砂石區。
由於第一、二間段練習賽間的陣雨，使得第二階段的賽道路面再度呈現濕滑的狀態，迫使車手們換上半雨胎出場。漢米爾頓以1:38.841再度寫下最快圈速。練習賽30分鐘後其隊友羅斯堡在7號彎撞車，損壞了車隊在第一階段擔心受損而未使用的新規則前鼻翼。羅斯堡隨後為此次的事故致歉，在他也設法駕車回到維修區後，車隊告知他停在賽道邊上，並提早結束此階段的練習。尼可·賀根堡、雷克南、里卡多及小卡洛斯·塞恩斯皆以落後漢米爾頓不到半秒之差完賽，塞吉歐·培瑞茲曾一度有望寫下全場最快圈速，他在前兩段的計時區寫下最佳時間，不過在最後一段遇上大雨而慢下。兩位馬諾車手帕斯卡·維爾萊茵及哈揚托完成最多圈數，分別以24及22圈名列第12與14名。雷諾及威廉斯車隊的車手雖然皆有上場，但卻未做出任何圈速。兩位薩伯車手及維斯塔潘在此階段皆未從車庫發車。
雖然週六早上有降雨，但到了最後一階段練習賽開始時，賽道已經轉乾。路易斯·漢米爾頓以1:25.624再度寫下最快單圈時間，隊友羅斯堡則落後不到0.2秒，而賽巴斯蒂安·維泰爾以些微之差位居第三。這些較快的圈速皆由超軟胎所寫下。然而，梅賽德斯在軟胎配方的優勢比法拉利更加顯著，可以快上約0.7秒，且這種輪胎配方也是最有可能在正賽中使用的。紅牛二隊的小卡洛斯·塞恩斯與馬克斯·維斯塔潘分別取得第四與第六的成績，較紅牛車隊快上約半秒。此階段練習賽開始不到幾秒鐘便發生了一場事故，里奧·哈里恩多與羅曼·格羅斯讓在維修道撞車。兩輛車皆須換上新的前鼻翼，哈斯車隊也為格羅斯讓的車輛更換底盤。哈揚托隨後因為這場事故而被罰退三位，同時他的駕照也被記上兩點。

### 排位賽

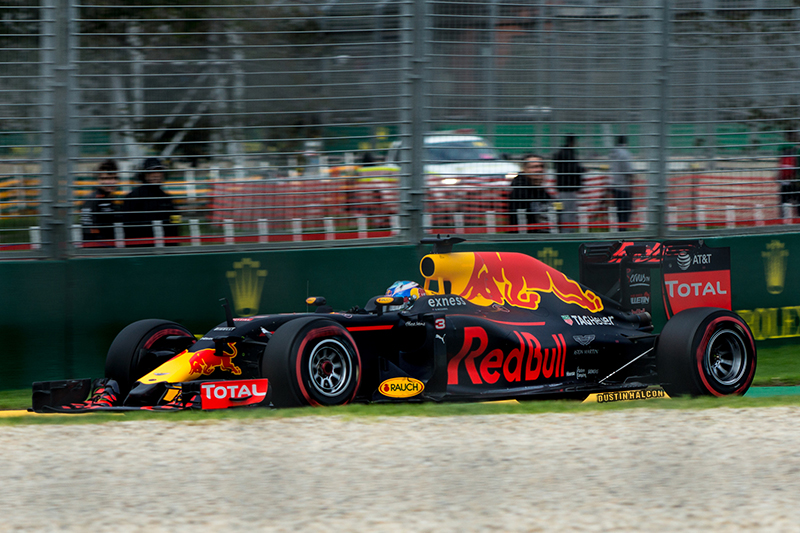
丹尼爾·里卡多在排位賽中取得第八位，並在正賽以第四名完賽。

週六下午的排位賽採用新的規則。正如多年來一般，排位賽程序劃分為三個部分，第一階段（Q1）長16分鐘，而第二、第三階段（Q2、Q3）分別長15及14分鐘。所有22輛車在一階段上場，隨著前兩階段分各自淘汰7名車手後，剩餘的8位車手進入Q3爭奪桿位。然而，依據新的排位賽規則，在Q1經過7分鐘、Q2經過6分鐘及Q3第五分鐘後，開始以每90秒依序淘汰場上最慢的一位車手。
新的規則意味著所有車輛在Q1很快地便上場做圈時，且大家都用上這場賽事最快的超軟胎配方。兩位馬諾車手皆僅做出一圈時間後，率先被淘汰，隨後，兩輛哈斯未能及時衝過終點線也被淘汰。丹尼爾·科維亞特也遭遇了同樣的命運，僅排上第18位。兩位薩伯車手足以做出第二次計時圈，但其速度仍舊無法超越雷諾新秀喬里昂·帕爾默，填補了Q1的最後兩名淘汰名額。
賽道在Q2一開始便充滿車輛，不過，許多前段班車手在第一圈做出不錯的成績後，選擇不再上場執行第二次計時圈。很快地便決定出了被淘汰的車手，兩位雷諾車手分別在第14、15位止步。兩輛麥拉倫隨後出局，鮑達斯也在無法改善圈時後止於11位。兩位印度威力車手最終未能挺進Q3，塞吉歐·培瑞茲擊敗他的隊友賀根堡，拿下第9位。

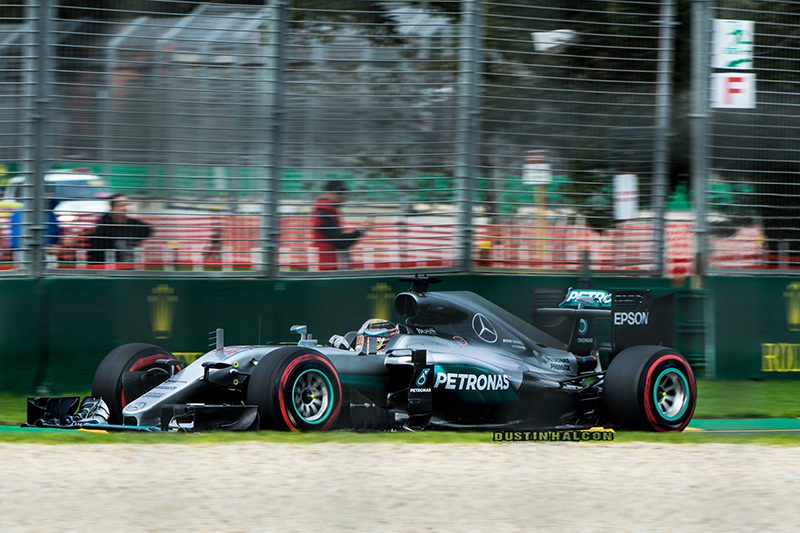
桿位得主路易斯·漢米爾頓

第三階段排位賽決定出了桿位車手，且僅兩位梅賽德斯車手完成兩次計時圈。羅斯堡在完成落後兩位法拉利車手的首次計時圈後，於第二次改善了他的成績取得第2位，無力擊敗取得生涯第50座桿位的隊友漢米爾頓。剩餘的每位車手皆在做出一圈計時圈後被淘汰，維泰爾與雷克南兩位法拉利車手佔據第二排發車位，在其之後的是馬克斯·維斯塔潘與費利佩·馬薩。塞恩斯與里卡多填補了前八名發車位的最後兩個名次。很少車輛在Q3上場，車手們也在排位賽結束前幾分鐘下車休息，因此，最終的發車位及早便已斷定。

#### 排位賽後
排位賽結束後，專家、車手及車隊人員們合力抨擊新制排位賽程序。天空體育台評論家馬丁·布倫德爾要求迅速修訂這項規則，提到這項程序是「無法被接受的」，並呼籲在下一場分站前廢止它。梅賽德斯執行董事托托·沃爾夫及前車手強尼·赫伯特也對此提出批評，形容此規則為「垃圾」及「令人難堪的」。紅牛車隊主席克里斯蒂安·霍納對此表示歉意，表示「這對一級方程式賽車並不好」。梅賽德斯非執行董事長尼基·勞達對此意見一致，稱這是「一個大錯誤」。特定的批評指向了一個事實，許多車手沒有足夠的時間去刷新他們的計時圈，在嚴格來說還是競賽的過程中，便須離開他們的座艙。1996年世界冠軍戴蒙·希爾表示桿位得主漢米爾頓「在剩下四分鐘時，便能揮舞起他自己的方格旗了。」尼可·羅斯堡承認這項程序「行不通」，賽巴斯蒂安·維泰爾同樣對此提出批評，形容這是「以錯誤的方式在執行」。路易斯·漢米爾頓也加入了批評的行列，但也承認有新嘗試是好的。一級方程式賽車商業權持有人伯尼·埃克萊斯頓同樣公然反對這項規則，稱這「非常爛」。正賽當日，各車隊對是否回歸往常賽季的排位賽制進行表決，但遭到國際汽聯的一級方程式賽車委員會拒絕。

### 正賽

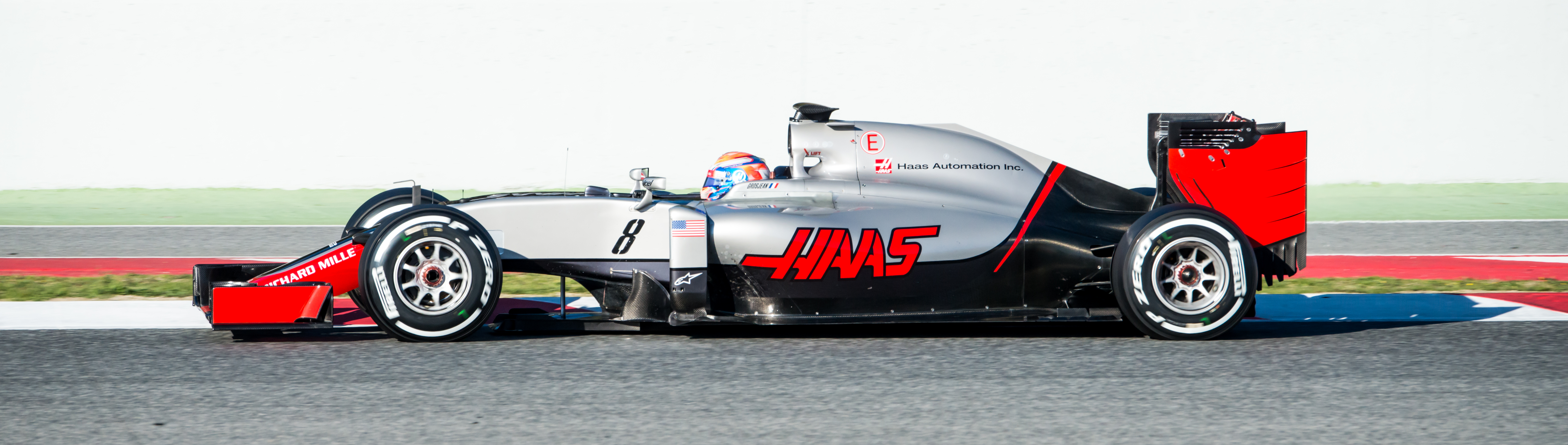
羅曼·格羅斯讓以第六名完賽，為首度參賽的哈斯車隊取得積分。

暖胎圈結束後，丹尼爾·科維亞特的車輛電子零件故障無法抵達發車位。因此，全場再次執行一圈暖胎圈，使得賽事縮短至57圈。正賽展開，維泰爾有著不錯的起步，順利帶領他的隊友雷克南超越兩輛梅賽德斯，取得領先地位。在羅斯堡與漢米爾頓通過一號彎時，漢米爾頓被迫跑開而失去更多名次，暫居第6名。凱文·馬格努森於首圈爆胎並進站換胎，後段班的伊斯班·古鐵雷斯則面臨機械故障問題。漢米爾頓於第4圈超越第5名的馬薩，此時，在他前頭的車手依序為維泰爾、雷克南、羅斯堡與維斯塔潘。第8圈，前10名車手中以塞恩斯率先進站換胎。同時，漢米爾頓始終無法超車位居第4名的維斯塔潘，便透過無線電與車隊商討替代策略。帕斯卡·維爾萊茵的處女秀有著不錯的起步，此時暫居第14名。

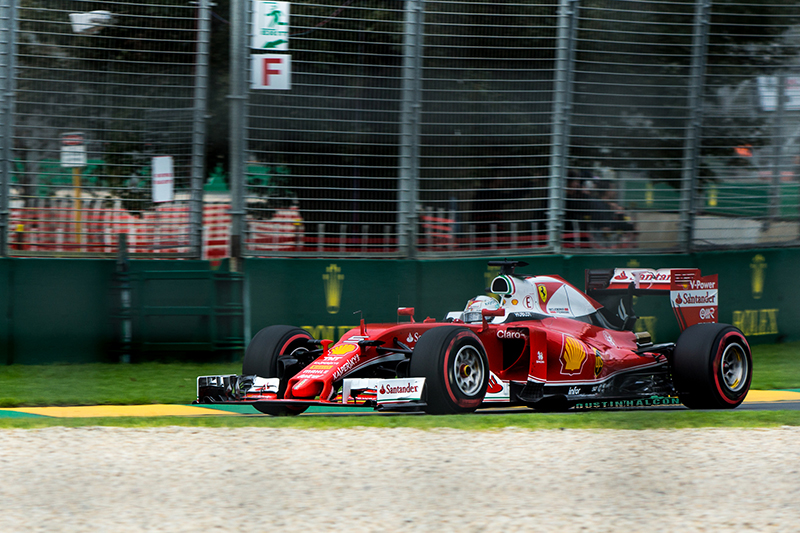
賽巴斯蒂安·維泰爾為法拉利取得第三名。

第11圈結束後，羅斯堡是領先集團中首先進站的車手，維泰爾也在下一圈效仿。羅斯堡的進站時間較維泰爾來的短，使得他能夠在維泰爾出站時緊追其後，維泰爾在16圈時超車漢米爾頓，上到第2名。在同一圈，雷克南與漢米爾頓同時進站，重新建立了新的排名順序。一圈後，費爾南多·阿隆索引發一場嚴重事故，他的車輛追撞前方古鐵雷斯的車尾，隨後，以300每小時（190英里每小時）的速度撞上賽道左側護欄並彈飛至空中，車輛在翻轉數圈後，以顛倒的狀態撞上3號彎護欄。事後調查測得的數據顯示當時撞擊力道高達46G。阿隆索毫髮無傷地走出座艙，賽會在不久後出動安全車，接著部署紅旗，使所有車輛回到了維修道。
車隊可以在等待比賽重新展開的同時對車輛進行維修。漢米爾頓在此時更換前鼻翼，里奧·哈里恩多則宣告退賽。比賽在安全車的帶領之下重新啟動，兩輛法拉利皆用上超軟胎配方，而兩輛梅賽德斯則使用中性胎直到比賽結束。比賽重新展開後的前十位車手依序如下：維泰爾、羅斯堡、雷克南、里卡多、維斯塔潘、塞恩斯、漢米爾頓、馬薩、格羅斯讓、鮑達斯。位居第9名的格羅斯讓是場上唯一一位在紅旗出示前仍未進站的車手，這也使他能夠省下一次進站，並利用比賽中止時換胎。
維泰爾在重新展開後位居領先，其隊友雷克南的車輛進氣口在第22圈著火，被迫以退賽收場並將第2名拱手讓給了羅斯堡。在接下來的幾圈內，維泰爾靠著較軟的輪胎持續拉開與羅斯堡的差距。马库斯·埃里克松因其車隊在比賽將重新啟動的15秒訊號期間內，仍舊對其車輛進行維修，而被罰限速通過維修道一次。到了第31圈，維泰爾與羅斯堡間的差距再度縮小，漢米爾頓在塞恩斯進站後來到第5名。兩圈後，維斯塔潘也進站換胎，不過，車隊的失誤讓他損失了一些時間。第35圈，羅斯堡在維泰爾進站後取得領先地位，後者的車隊同樣發生失誤而喪失一些時間。維泰爾重返賽場時暫居第4名。漢米爾頓開始追擊前方的領跑者，位居第9名的新秀帕爾默則在防守後方兩位紅牛二隊車手的攻勢。
第40圈，埃里克森的車輛慢了下來，最終被迫以退賽收場。一圈後，漢米爾頓在大直道上超車里卡多，來到第2名。塞恩斯及維斯塔潘兩位紅牛二隊車手在第42圈超越雷諾的帕爾默，使得後者下滑至第11名。再一圈後，里卡多進站換胎，出站時位於馬薩之後，不過在三圈後超車取得第4名。在領先集團中，漢米爾頓與維泰爾逐漸追近羅斯堡，而雙方間的差距也持續越小。維泰爾在比賽最後5圈追到了漢米爾頓身後，並在接下來的幾圈緊緊跟隨漢米爾頓，不過，他卻在第55圈的倒數第二彎發生失誤，令他失去爭奪第2名的機會。

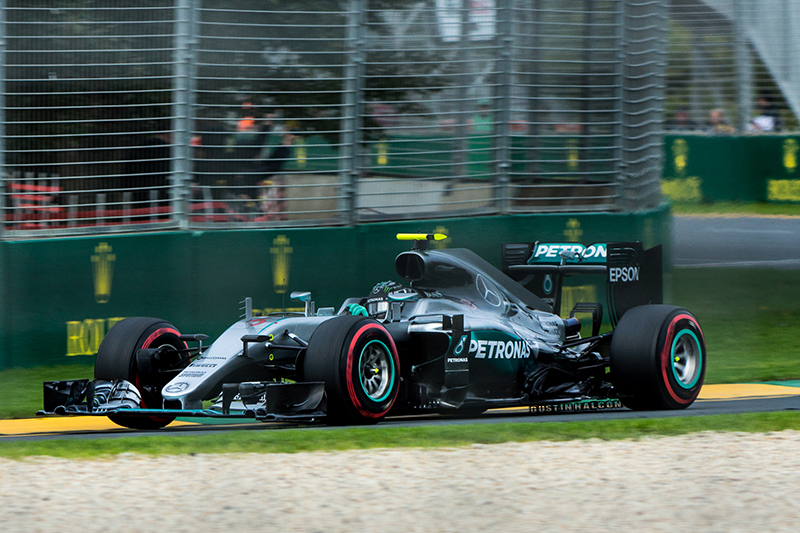
梅賽德斯車手尼可·羅斯堡贏得分站冠軍。

時隔31年，尼可·羅斯堡在父親柯克·羅斯堡的1985年澳洲大獎賽奪冠後，於澳洲贏得分站冠軍。漢米爾頓與維泰爾成功站上頒獎台，里卡多及馬薩則分別位居第4與第5名。哈斯車隊靠著羅曼·格羅斯讓的第6名完賽，成為繼2002年的豐田車隊後，首支在開幕站取得積分的全新（且「從無到有」）車隊。註1此外，賀根堡、鮑達斯、塞恩斯及維斯塔潘皆在積分圈內完賽。丹尼爾·里卡多的第4名完賽追平了有史以來澳洲人在自家主場的最佳完賽成績，上一位追平這項紀錄的是2012年的馬克·韋伯。註2這也是梅賽德斯連續第五度以1、2名完賽，追平了法拉利於1952、2002年及他們自己在2014年所寫下的紀錄。

### 正賽後
在前一級方程式賽車車手馬克·韋伯主持的頒獎台訪問上，兩位梅賽德斯車手皆對他們自身的成績感到高興。漢米爾頓更形容這是一場「極棒」的比賽，並補充說他「喜歡不得不從後頭追趕上來的這項事實。」另一方面，賽巴斯蒂安·維泰爾很滿意他的起跑，但也感嘆紅旗的出現，他表示法拉利並未預期到梅賽德斯會換上較硬的輪胎撐到比賽結束。他隨後補充說，他相信法拉利在此賽季已經縮小與梅賽德斯的差距，且有望爭奪冠軍獎座。尼可·羅斯堡後來透露，因為碎片跑進了他的車輛的制動鉗，使得剎車出現故障，而他的車隊也險些要他以退賽收場。然而，他順利地控制煞車溫度，保住分站冠軍。
比賽幹事對阿隆索與古鐵雷斯間的事故進行調查後，裁定這僅是一起「比賽事故」，不對兩位車手採取任何行動。費爾南多·阿隆索的看法與比賽幹事一致，表示他並未責怪古鐵雷斯。比賽過後，這起事故一直是各界談論的焦點，前國際汽聯主席馬克斯·莫斯利指出，若阿隆索此次的衝撞發生在20年前，將會是一起致命事故。他也讚揚在艾爾頓·冼拿於1994年聖馬利諾大獎賽的致命事故後，賽會在車手安全方面所採取的措施，因為靠著這些努力，車手才能在猛烈的撞擊後安然無恙。
兩位哈斯車手及新秀喬里昂·帕爾默在賽後獲得讚賞，《衛報》更形容後者的駕駛「令人印象深刻」。帕爾默在比賽後段防守了來自兩位紅牛二隊車手的攻勢數圈。紅牛二隊的馬克斯·維斯塔潘對其車隊在比賽當下的策略應變感到不滿，一再地透過車隊無線電抱怨及罵髒話。他因為倉促進站而損失一些時間，之後，他抱怨說他希望在隊友塞恩斯之前進站。當維斯塔潘來到塞恩斯後方，兩者卻無法超車帕爾默時，他要求下車隊命令使他超越隊友，但遭到車隊駁回，使他形容車隊的策略像是個「笑話」。維斯塔潘的暴怒行徑受到了批評，天空體育台形容他當時就像是一位「生氣的年輕人」。

## 賽事結果

### 排位賽成績
| 名次               | 車號 | 車手              | 車隊              | 第一階段 | 第二階段 | 第三階段 | 發車位 |
| ------------------ | ---- | ----------------- | ----------------- | -------- | -------- | -------- | ------ |
| 1                  | 44   | 路易斯·漢米爾頓   | 梅賽德斯          | 1:25.351 | 1:24.605 | 1:23.837 | 1      |
| 2                  | 6    | 尼可·羅斯堡       | 梅賽德斯          | 1:26.934 | 1:24.796 | 1:24.197 | 2      |
| 3                  | 5    | 賽巴斯蒂安·維泰爾 | 法拉利            | 1:26.945 | 1:25.257 | 1:24.675 | 3      |
| 4                  | 7    | 奇米·雷克南       | 法拉利            | 1:26.579 | 1:25.615 | 1:25.033 | 4      |
| 5                  | 33   | 馬克斯·維斯塔潘   | 紅牛二隊-法拉利   | 1:25.934 | 1:25.615 | 1:25.434 | 5      |
| 6                  | 19   | 費利佩·馬薩       | 威廉斯-梅賽德斯   | 1:25.918 | 1:25.644 | 1:25.458 | 6      |
| 7                  | 55   | 小卡洛斯·塞恩斯   | 紅牛二隊-法拉利   | 1:27.057 | 1:25.384 | 1:25.582 | 7      |
| 8                  | 3    | 丹尼爾·里卡多     | 紅牛-豪雅         | 1:26.945 | 1:25.599 | 1:25.589 | 8      |
| 9                  | 11   | 塞吉歐·培瑞茲     | 印度威力-梅賽德斯 | 1:26.607 | 1:25.753 |          | 9      |
| 10                 | 27   | 尼古拉斯·賀根堡   | 印度威力-梅賽德斯 | 1:26.550 | 1:25.865 |          | 10     |
| 11                 | 77   | 維爾特利·鮑達斯   | 威廉斯-梅賽德斯   | 1:27.135 | 1:25.961 |          | 161    |
| 12                 | 14   | 費爾南多·阿隆索   | 麥拉倫-本田       | 1:26.537 | 1:26.125 |          | 11     |
| 13                 | 22   | 詹森·巴頓         | 麥拉倫-本田       | 1:26.740 | 1:26.304 |          | 12     |
| 14                 | 30   | 喬里昂·帕爾默     | 雷諾              | 1:27.241 | 1:27.601 |          | 13     |
| 15                 | 20   | 凱文·馬格努森     | 雷諾              | 1:27.297 | 1:27.742 |          | 14     |
| 16                 | 9    | 马库斯·埃里克松   | 薩伯-法拉利       | 1:27.435 |          |          | 15     |
| 17                 | 12   | 費利佩·納斯爾     | 薩伯-法拉利       | 1:27.958 |          |          | 17     |
| 18                 | 26   | 丹尼爾·科維亞特   | 紅牛-豪雅         | 1:28.006 |          |          | 18     |
| 19                 | 8    | 羅曼·格羅斯讓     | 哈斯-法拉利       | 1:28.322 |          |          | 19     |
| 20                 | 21   | 伊斯班·古鐵雷斯   | 哈斯-法拉利       | 1:29.606 |          |          | 20     |
| 21                 | 88   | 里奧·哈里恩多     | 馬諾-梅賽德斯     | 1:29.627 |          |          | 222    |
| 22                 | 94   | 帕斯卡·維爾莱茵   | 馬諾-梅賽德斯     | 1:29.642 |          |          | 21     |
| 107%時間：1:31.325 |      |                   |                   |          |          |          |        |
| 來源：             |      |                   |                   |          |          |          |        |

註記：
- ^1  — 瓦尔特利·博塔斯在正赛前更换变速箱，被罚退后5位发车。[45]
- ^2  — 里奧·哈里恩多於第三次自由練習中，在維修區與羅曼·格羅斯讓發生碰撞，須接受3位罰退。[16]

### 正賽成績
| 名次   | 車號 | 車手              | 車隊              | 圈數 | 時間/退賽   | 發車位 | 積分 |
| ------ | ---- | ----------------- | ----------------- | ---- | ----------- | ------ | ---- |
| 1      | 6    | 尼可·羅斯堡       | 梅賽德斯          | 57   | 1:48:15.565 | 2      | 25   |
| 2      | 44   | 路易斯·漢米爾頓   | 梅賽德斯          | 57   | +8.060      | 1      | 18   |
| 3      | 5    | 賽巴斯蒂安·維特爾 | 法拉利            | 57   | +9.643      | 3      | 15   |
| 4      | 3    | 丹尼爾·里卡多     | 紅牛-豪雅         | 57   | +24.330     | 8      | 12   |
| 5      | 19   | 費利佩·馬薩       | 威廉斯-梅賽德斯   | 57   | +58.979     | 6      | 10   |
| 6      | 8    | 羅曼·格羅斯讓     | 哈斯-法拉利       | 57   | +72.081     | 19     | 8    |
| 7      | 27   | 尼可·賀根堡       | 印度威力-梅賽德斯 | 57   | +74.199     | 10     | 6    |
| 8      | 77   | 維爾特利·鮑達斯   | 威廉斯-梅賽德斯   | 57   | +75.153     | 16     | 4    |
| 9      | 55   | 小卡洛斯·塞恩斯   | 紅牛二隊-法拉利   | 57   | +75.680     | 7      | 2    |
| 10     | 33   | 馬克斯·維斯塔潘   | 紅牛二隊-法拉利   | 57   | +76.833     | 5      | 1    |
| 11     | 30   | 喬里昂·帕爾默     | 雷諾              | 57   | +83.399     | 13     |      |
| 12     | 20   | 凱文·馬格努森     | 雷諾              | 57   | +85.606     | 14     |      |
| 13     | 11   | 塞吉歐·培瑞茲     | 印度威力-梅賽德斯 | 57   | +91.699     | 9      |      |
| 14     | 22   | 簡森·巴頓         | 麥拉倫-本田       | 56   | +1圈        | 12     |      |
| 15     | 12   | 費利佩·納斯爾     | 薩伯-法拉利       | 56   | +1圈        | 17     |      |
| 16     | 94   | 帕斯卡·維爾萊茵   | 馬諾-梅賽德斯     | 56   | +1圈        | 21     |      |
| Ret    | 9    | 马库斯·埃里克松   | 薩伯-法拉利       | 42   | 傳動軸      | 15     |      |
| Ret    | 7    | 奇米·雷克南       | 法拉利            | 23   | 動力單元    | 4      |      |
| Ret    | 88   | 里奧·哈里恩多     | 馬諾-梅賽德斯     | 19   | 傳動軸      | 22     |      |
| Ret    | 21   | 伊斯班·古鐵雷斯   | 哈斯-法拉利       | 17   | 碰撞        | 20     |      |
| Ret    | 14   | 費爾南多·阿隆索   | 麥拉倫-本田       | 17   | 碰撞        | 11     |      |
| DNS    | 26   | 丹尼爾·科維亞特   | 紅牛-豪雅         | 0    | 電子        | 18     |      |
| 來源： |      |                   |                   |      |             |        |      |

## 賽後排名
| 名次 | 車手              | 積分 |
| ---- | ----------------- | ---- |
| 1    | 尼可·羅斯堡       | 25   |
| 2    | 路易斯·漢米爾頓   | 18   |
| 3    | 賽巴斯蒂安·維泰爾 | 15   |
| 4    | 丹尼爾·里卡多     | 12   |
| 5    | 費利佩·馬薩       | 10   |

| 名次 | 車隊            | 積分 |
| ---- | --------------- | ---- |
| 1    | 梅賽德斯        | 43   |
| 2    | 法拉利          | 15   |
| 3    | 威廉斯-梅賽德斯 | 14   |
| 4    | 紅牛-豪雅       | 12   |
| 5    | 哈斯-法拉利     | 8    |

- 註記：僅列出前五名。

## 外部連結
- 官方网站

| 上一場： 2015年阿布達比大獎賽 | 2016年世界一级方程式锦标赛 | 下一場： 2016年巴林大獎賽 |
| 上一屆： 2015年澳洲大獎賽     | 澳洲大獎賽                 | 下一屆： 2017年澳洲大獎賽 |